# Mycosphaerella aggregata
Mycosphaerella aggregata är en svampart som beskrevs av Earle 1926. Mycosphaerella aggregata ingår i släktet Mycosphaerella och familjen Mycosphaerellaceae.   Inga underarter finns listade i Catalogue of Life.